# L'Engrenage fatal
Pour plus de détails, voir Fiche technique et Distribution.
L'Engrenage fatal (Railroaded!) est un film américain réalisé par Anthony Mann et sorti en 1947.

## Synopsis
Accusé d'un meurtre qu'il n'a pas commis, Steve Ryan est en réalité la victime d'une machination montée par Duke Martin, un petit malfrat, et l'amie de celui-ci, Clara Calhoun, une esthéticienne troublante. L'inspecteur Mickey Ferguson prend l'affaire en mains, bien qu'il ne doute pas de la culpabilité de Steve…

## Fiche technique
- Titre original : Railroaded!
- Titre français : L'Engrenage fatal
- Réalisation : Anthony Mann
- Scénario : John C. Higgins, d'après une histoire de Gertrude Walker
- Dialogues : Stewart Stern
- Direction artistique : Perry Smith
- Décors : Robert P. Fox, Armor Marlowe
- Costumes : Frances Ehren
- Photographie : Guy Roe
- Son : Leon Becker
- Montage : Louis Sackin, Alfred DeGaetano
- Musique : Alvin Levin
- Production : Charles Reisner
- Producteur exécutif : Benjamin Stoloff
- Société de production : Producers Releasing Corporation[1], Eagle-Lion Films[2]
- Société de distribution : Eagle-Lion Films
- Pays d'origine :  États-Unis
- Langue originale : anglais
- Format : noir et blanc – 35 mm – 1,37:1 – mono (Western Electric Recording)
- Genre : drame, film noir
- Durée : 72 minutes
- Date de sortie : 
  - États-Unis : 25 septembre 1947

## Distribution
- John Ireland : Duke Martin
- Sheila Ryan : Rosie Ryan
- Hugh Beaumont : Mickey Ferguson
- Jane Randolph : Clara Calhoun
- Edward Kelly : Steve Ryan
- Charles D. Brown : capitaine MacTaggart
- Clancy Cooper : détective Jim Shubb
- Peggy Converse : Marie Weston
- Hermine Sterler : Mme Ryan
- Keefe Brasselle : Cowie Kowalski
- Roy Gordon : Jackland Ainsworth
- Ellen Corby : Mme Willis (non créditée)
- Herbert Rawlinson : le médecin (non crédité)
- Mack Williams : l'expert en balistique (non crédité)